# ジル・トルノアのエタロン
光学において、ジル・トルノアのエタロン (英: Gires–Tournois etalon) とは、透明板の両面を反射面とし、そのうち片方の反射率だけを非常に高くしたものである。ジル・トルノアのエタロンに入射した光は（ほとんど）完全反射されるが、干渉によってその位相シフトは波長に強く依存することになる。
ジル・トルノアのエタロンの複素振幅反射率は次のように与えられる。
{\displaystyle r=-{\frac {r_{1}-e^{-i\delta }}{1-r_{1}e^{-i\delta }}}}
ここで、 r1 は最初の反射面における複素振幅反射率、 δ は次に示す定数である。
{\displaystyle \delta ={\frac {4\pi }{\lambda }}nt\cos \theta _{t}}
n: 透明板の屈折率
t: 透明板の厚さ
θt: 透明板内へ入射する光の屈折角
λ: 入射光の真空中における波長

## 非線形実効位相シフト
r1 を実数とする。 すると、δ にかかわらず |r| = 1 が成り立つ。このことは全ての入射エネルギーが反射され、その強度も波長によらず一様であることを示す。しかし、多重反射により位相シフト Φ は非線形となる。 

様々に R の値を変えて非線形位相シフト Φ を δ の関数としてプロットした図。R = 0, 0.1, 0.5, 0.9

この効果を示すため、r1 は実数で、最初の面における強度反射率 R を用いて r1=√R のように表わせるものとする。実効位相シフト Φ を次のように定義する。
{\displaystyle r=e^{i\Phi }}
すると、以下の式が得られる。
{\displaystyle \tan \left({\frac {\Phi }{2}}\right)=-{\frac {1+{\sqrt {R}}}{1-{\sqrt {R}}}}\tan \left({\frac {\delta }{2}}\right)}
R = 0 のとき、最初の面では反射は起こらず位相シフトは光路長の往復分となり (Φ = δ)、線形な応答を示す。しかし、R を増やしていけば非線形位相シフト Φ は δ に対して右の図のような非線形な階段的応答を示しはじめる。ジル・トルノアのエタロンはレーザーのパルス圧縮や非線形マイケルソン干渉計などに応用されている。
ジル・トルノアのエタロンはファブリ・ペローのエタロンに深く関連している。